# Hollywood che canta
Hollywood che canta (The Hollywood Revue of 1929) è un film del 1929 diretto da Charles Reisner.
Fu uno tra i primi film sonori, con parti a colori, dove si esibivano tutte le star della MGM, in omaggio al sonoro, con l'eccezione di Greta Garbo, Ramón Novarro e Lon Chaney. Tra i camei d'eccezione è doveroso ricordare la partecipazione di Buster Keaton e uno sketch in chiave slapstick di Stanlio e Ollio.

## Trama
Il film è una rassegna teatrale di episodi e numeri di spettacolo, interpretariato dai più famosi divi di Hollywood. 
Il cantante Cliff Edwards (Ukulele Ike), si esibisce nella prima versione cinematografica di " Singin' in the rain", mentre Buster Keaton si esibiva nella stessa canzone senza cantare.

### Prima parte
- "The Palace of Minstrel" cantatio e ballato dal coro;
- "Masters of Ceremonies" Jack Benny introduce Conrad Nagel. Charles King e Cliff Edwards conversano.
- "Got a Feeling for You" cantato da Joan Crawford
- "Old Folks at Home" cantatodal coro;
- "Old Black Joe" cantato dallo stesso;
- "Low-Down Rhythm" cantato e ballato da June Purcell;
- "Your Mother and Mine" cantato da Charles King
- "You Were Meant for Me" cantato daConrad Nagel (voce doppiata da Charles King) ad Anita Page;
- "Nobody but You" cantato da Cliff Edwards
- "Your Mother and Mine" eseguito da Jack Benny al vuolino, con intermezzidi Karl Dane and George K. Arthur;
- "Cut Up" sketch comico di  William Haines sulle note di Jack Benny;
- "I Never Knew I Could Do a Thing Like That" cantato da Bessie Love;
- "For I'm the Queen" cantato da Marie Dressler, con Polly Moran;
- "Magic Act" introdotto da Jack Benny, con protagonisti Laurel & Hardy (Stanlio e Ollio) come maghi intrattenitori da strapazzo;
- "Military March" con Marion Davies che canta "Oh, What a Man" e "Tommy Atkins on Parade" con balletto. Le Brox Sisters concludono cantando "Strike Up the Band"

### Intermezzo
- "Nobody But You", "Your Mother and Mine", e "I've Got a Feeling for You" eseguite dall'orchestra.

### Parte seconda
- "The Pearl Ballet" cantato da James Burrows, ballato da Beth Laemmle, e balletto "Albertina Rasch".
- "The Dance of the Sea", danza eseguita da Buster Keaton;
- "Lon Chaney's Gonna Get You If You Don't Watch Out" cantato da Gus Edwards;
- "The Adagio Dance" con Natova Company;
- "Romeo and Juliet" (in Technicolor) con John Gilbert e Norma Shearer, con Lionel Barrymore;
- "Singin' in the Rain" introdotto da Cliff Edwards, con The Brox Sisters
- "Charlie, Gus, and Ike" con Charles King, Gus Edwards, e Cliff Edwards;
- "Marie, Polly, and Bess" con Marie Dressler, Polly Moran, e Bessie Love;
- "Orange Blossom Time" (Technicolor), cantato Charles King per Myrtle McLaughlin, ballato da Albertina Rasch Ballet Company;
- "Singin' in the Rain" (finale) (Technicolor), balletto finsle eseguito a teatro da tutto il cast.

## Lo sketch di Stanlio & Ollio
Nel film Laurel e Hardy appaiono in uno sketch di circa 6 minuti in B/N come improvvisatori di numeri di magia, introdotti da Jack Benny.
Ben presto i due cominciano a litigare, poi Ollio, con accompagnamento musicale, tenta di far scomparire e riapparire alcuni oggetti dietro un telone sostenuto da Stanlio. Nel gran finale, Ollio fa apparire una torta e ordina a Stanlio di prendere il tavolino per posarcela sopra; il grassone si avvia, ma inciampa su una buccia di banana e rovina per terra con la faccia sul dolce. Ollio mantiene il controllo e, annunciando la fine dei loro giochi, getta la torta in faccia al presentatore.
In Italia il film fu doppiato da Paolo Canali e Carlo Cassola, tuttavia non si sa se integralmente, o solamente nella scena di Stanlio e Ollio. La versione italiana attualmente risulta perduta.

## Stato
Per molti anni si credette che tutte le parti a colori fossero andate perdute, mentre sono state invece riscoperte nel 1990 e restaurate.

## Riconoscimenti
- 1930 - Premio Oscar
  - Candidatura Miglior film alla MGM